# Światowy Dzień Zdrowia

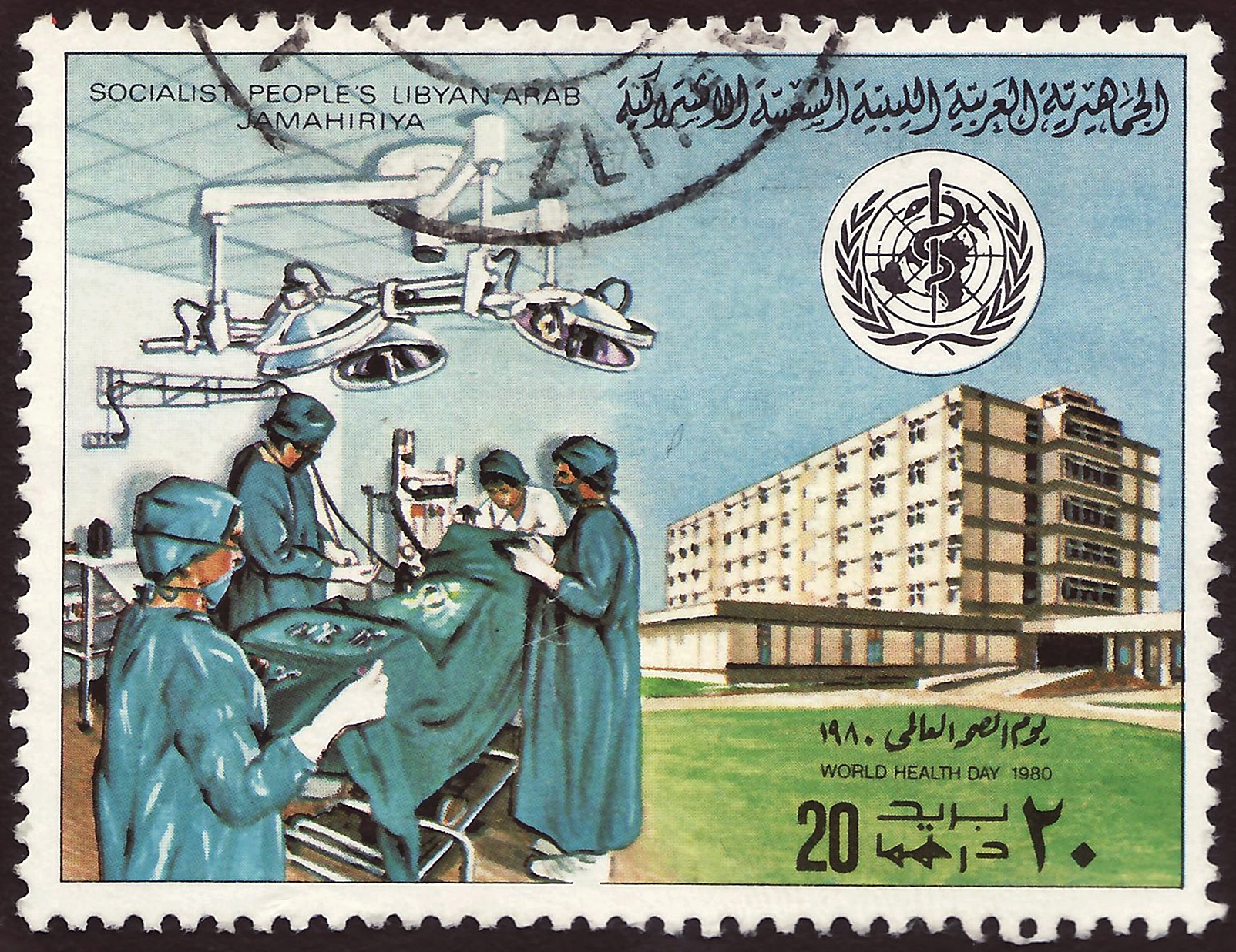
Libijski znaczek pocztowy upamiętniający Światowy Dzień Zdrowia w 1980 roku

Światowy Dzień Zdrowia, ang. World Health Day – święto ustanowione przez Pierwsze Zgromadzenie Ogólne Światowej Organizacji Zdrowia (WHO) w 1948 roku. Obchodzone jest corocznie od 1950 w dniu 7 kwietnia, w rocznicę powstania WHO. Jego celem jest zwrócenie szczególnej uwagi na najbardziej palące i zaniedbane problemy zdrowotne społeczeństw na świecie.

## Obchody
Światowy Dzień Zdrowia odbywa się co roku pod innym hasłem. Inicjuje on Miesiąc Zdrowia oraz rok działań realizowanych pod tym samym hasłem.
Od 1995 roku z okazji Światowego Dnia Zdrowia WHO wydaje Światowy Raport Zdrowia – najważniejszą publikację WHO.

### Tematy Światowego Dnia Zdrowia
- 2000 – Twoja bezpieczna krew ratuje życie
- 2001 – Zdrowie psychiczne: Nie odrzucaj, spróbuj pomóc
- 2002 – Rusz się po zdrowie
- 2003 – Zdrowe środowisko dla dzieci
- 2004 – Bezpieczeństwo na drodze to nie przypadek
- 2005 – Niech każda matka i dziecko będą najważniejsi
- 2006 – poświęcony kryzysowi zasobów ludzkich w służbie zdrowia
- 2007 – Międzynarodowe bezpieczeństwo zdrowotne: Inwestować w zdrowie i budować bezpieczniejszą przyszłość
- 2008 – Chrońmy zdrowie przed wpływem zmian klimatycznych
- 2009 – Ratujmy życie! Bezpieczne szpitale w czasie katastrof!
- 2010 – Człowiek i miasto
- 2011 – Oporność na antybiotyki
- 2012 – Starzenie się i zdrowie[1]
- 2013 – Nadciśnienie tętnicze[2]
- 2014 – Choroby przenoszone przez wektory[3]:  „małe ukąszenia, duży problem”[4]
- 2015 – Bezpieczeństwo żywności
- 2016 – Pokonaj cukrzycę![5]
- 2017 – Depresja – porozmawiajmy o niej
- 2018 – „Zdrowie dla wszystkich”
- 2019 – Powszechna opieka zdrowotna[6]
- 2020 – Wsparcie środowiska pielęgniarek i położnych[7]
- 2021 – „Budowanie sprawiedliwszego i zdrowszego świata dla wszystkich”[8]

### Tematy Światowych Raportów Zdrowia
- 1995 - Likwidowanie różnic w dostępie do opieki zdrowotnej[9]
- 1996 - Zwalczanie chorób i wspomaganie rozwoju[10]
- 1998 - Życie w 21. wieku: perspektywa globalna[11]
- 1999 - Jak osiągnąć różnicę w stanie zdrowia[12]
- 2000 - Systemy opieki zdrowotnej: poprawa skuteczności działania[13]
- 2001 - Zdrowie psychiczne: nowe sposoby rozumienia i nowe nadzieje[14]
- 2002 - Ograniczanie zagrożeń i promowanie zdrowego stylu życia[15]
- 2003 - Kształtowanie przyszłości[16]
- 2004 - Zmieniając historię[17]
- 2005 - Niech liczy się każda matka i każde dziecko[18]
- 2007 - Bezpieczniejsza przyszłość - bezpieczeństwo zdrowotne na świecie w 21. wieku[19]
- 2008 - Podstawowa opieka zdrowotna - teraz jeszcze bardziej aktualna[20]
- 2010 - Finansowanie systemów zdrowotnych - ku pełnemu objęciu opieką zdrowotną[21]
- 20?? - Następny raport poświęcony będzie badaniom naukowym nad powszechną dostępnością do opieki zdrowotnej[22]

### Obchody w Polsce
Za czasów PRL-u (w latach 1973-2001), obchodzono ten dzień, jako Dzień Pracownika Służby Zdrowia w pierwszą niedzielę po 7 kwietnia. Obecnie (pod tą samą nazwą) obchodzony jest razem ze Światowym Dniem Zdrowia.
Polscy pracownicy służby zdrowia świętują również w liturgiczne święto św. Łukasza Ewangelisty, patrona lekarzy, tj. 18 października.
Z kolei Święto Wojskowej Służby Zdrowia obchodzone jest 4 kwietnia.

## Światowy Dzień Zdrowia Psychicznego
Światowa Federacja Zdrowia Psychicznego (ang. World Federation for Mental Health, działająca od 1948) ustanowiła dzień 10 października Światowym Dniem Zdrowia Psychicznego (ang. World Mental Health Day, WMHD), z inicjatywy sekretarza generalnego organizacji Richarda Huntera. Pierwsze obchody odbyły się w 1992 roku.